# توکای، ایباراکی
توکای، ایباراکی (به لاتین: Tōkai, Ibaraki) یک منطقهٔ مسکونی در ژاپن است که در Naka District واقع شده‌است. توکای ۳۷٫۹۸ کیلومتر مربع مساحت و ۳۷٬۸۵۵ نفر جمعیت دارد.